# HMS Hinchinbrook (1778)
HMS Hinchinbrook (или Hinchinbrooke, 1778) — 28-пушечный фрегат 6 ранга Королевского флота, бывший французский корсар Astrée. Второй британский корабль под названием Hinchinbrook. Наиболее известен тем, что в 1780 году им командовал Нельсон.

## Во французской службе
Место постройки точно неизвестно, вооружен в Нанте в 1778 году. Некоторые источники указывают его как «французский фрегат», но 28-пушечного фрегата с таким названием во французском флоте не было. 13 октября того же года в районе Кап-Франсуа захвачен британской эскадрой во главе с HMS Ruby. 
Взят в британскую службу, классифицирован как фрегат 6 ранга. Официально закуплен 1 декабря 1778 года.

## В британской службе
Вооружение расходится в зависимости от источника. Наиболее полный сообщает, что исходно корабль имел 20 × 6-фн пушек на опер-деке и 4 × 9-фн пушки на шканцах, при команде 125 человек. Адмирал Паркер писал, что намерен повысить его до 32-пушечного 5 ранга, с вооружением 26 × 9-фн пушек на опер-деке, 4 × 6-фн пушки на шканцах, и 2 × 6-фн на баке. Но в записях Адмиралтейства он числится как 28-пушечный, с командой 200 человек.
Вступил в строй в декабре 1778 года на Ямайке, коммандер (с марта 1779 года капитан) Кристофер Паркер (англ. Christopher Parker).
1779 — май, капитан Чарльз Нуджент (англ. Charles Nudgent); сентябрь, капитан Горацион Нельсон, сопровождение конвоя в Грейстаун (Никарагуа).
1780 — январь-апрель, в устье реки Сан-Хуан, флагманский корабль британской экспедиции; с марта капитан Катберт Коллингвуд; декабрь, капитан Чарльз Хочкис (англ. Charles Hotchkys).
1781 — февраль, капитан Джордж Стони (англ. George Stoney); июнь, капитан Сильвериус Мориарти (англ. Sylverius Moriarty), дважды замещался капитаном Фишем (англ. John Fish) по состоянию здоровья.
1782 — февраль, коммандер (с 3 января 1783 года капитан) Джон Маркхэм (англ. John Markham.
1783 — 18 января покинул Порт-Ройял, вскоре открылась течь; капитан решил высадить корабль на берег; 19 января сел на риф и разбился в бухте Св. Анны (Ямайка). Команда, пушки и часть припасов были сняты подошедшей шхуной.